# Chrostosoma lea
Chrostosoma lea là một loài bướm đêm thuộc phân họ Arctiinae, họ Erebidae.